# Guatteria cuatrecasasii
Guatteria cuatrecasasii là loài thực vật có hoa thuộc họ Na. Loài này được D.Sánchez mô tả khoa học đầu tiên năm 1988.